# 雷茲·卡茲特納
魯道夫·卡茲特納（Rudolf Kasztner，1906年—1957年），又名雷茲·卡茲特納（Rezső Kasztner），匈牙利裔猶太記者，後投入犹太复国运动，以色列建國後加入工黨。

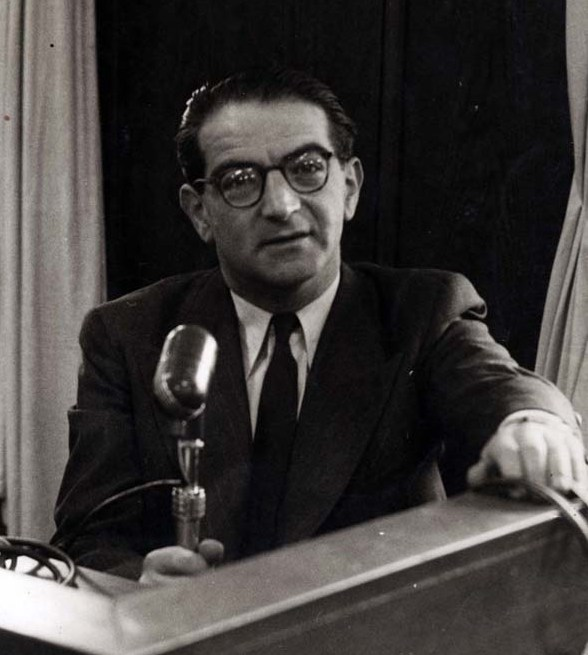
魯道夫·卡斯特納（Rudolf Kastner）在以色列官方廣播電台的廣播室裡用匈牙利語主持節目。

1906年出身於奧匈帝國克魯日，二戰時任匈牙利猶太委員會主席，與阿道夫·艾希曼的交易最終使近1700名猶太人離開布達佩斯到達瑞士，免於遭受大屠殺的命運；然而卻有證據表明，魯道夫看過並且刻意不發佈《弗爾巴-韋茨勒報告》，這使遇40萬名猶太人在不知情下踏上大屠殺列車，也讓卡茲特納在戰後飽受爭議。
1957年1月遭地下組織萊希暗殺，後傷重不治。

## 外部連結
猶太虛擬圖書館中的Rudolf Kasztner （页面存档备份，存于）（英文）